# نايا استوديوز
نايا استوديوز شركة سورية تركية ابتدأت عام 2010 في دمشق ثم انتقلت إلى تركيا ، مختصة في إنتاج الرسوم المتحركة وبرمجيات الوسائط المتعددة وألعاب الحاسوب.
أنجزت عدة مشاريع عربية وتركية.